# Yoko Tanaka
Yoko Tanaka (田中 陽子, 30 de juliol de 1993) és una futbolista japonesa.

## Selecció del Japó
Va debutar amb la selecció del Japó el 2013. Va disputar 4 partits amb la selecció del Japó.

## Estadístiques
| Selecció del Japó | Selecció del Japó | Selecció del Japó |
| Anys              | Partits           | Gols              |
| ----------------- | ----------------- | ----------------- |
| 2013              | 4                 | 0                 |
| Total             | 4                 | 0                 |